# Wieża obserwacyjna
Wieża obserwacyjna – wieża przeznaczona do obserwacji otaczającego ją terenu. Z reguły wieże obserwacyjne są usytuowane w najwyższym punkcie okolicy.
Potocznie wieże obserwacyjne utożsamiane są z wieżami widokowymi jako punktami widokowymi, sztucznie wyniesionymi w terenie w celu umożliwienia obserwacji walorów widokowych i estetycznych terenu. Wieże obserwacyjne mają szerokie zastosowanie i mogą być wykorzystywane do obserwacji:
- walorów widokowych i estetycznych przyrody – tzw. wieża widokowa:
  - panorama krajobrazu (turystyka)[1]
  - zwierząt (m.in. ornitologia)
- granic państwowych i kontroli ruchu granicznego (straż graniczna) – system wież obserwacyjnych[2] (SWO)[3], strażnica
- osób pływających i kąpiących się oraz wypoczywających nad wodą – wieża obserwacyjna[4]
- przeciwnika i pola walki – wieżowy punkt obserwacyjny
- przedpola ochranianego terenu, obiektu lub urządzenia – wieża wartownicza[5], strażnica
- statków powietrznych i kontroli ruchu lotniczego – wieża kontroli lotów
- zagrożenia pożarowego lasów – wieże obserwacyjna (punkt obserwacji naziemnej)[6], zobacz budownictwo pożarnicze
- żeglugi morskiej oraz utrzymania ruchu i transportu morskiego – wieża stacji kontroli ruchu statków i wieża obserwacji redy[7]
- punktów geodezyjnej osnowy poziomej pierwszej i drugiej klasy, sieci triangulacyjnej – wieża triangulacyjna

Jako wieże obserwacyjne wykorzystuje się również latarnie morskie, wieże ciśnień, ratuszowe, kościelne, obronne, telekomunikacyjne, w tym telewizyjne itp.

## Galeria

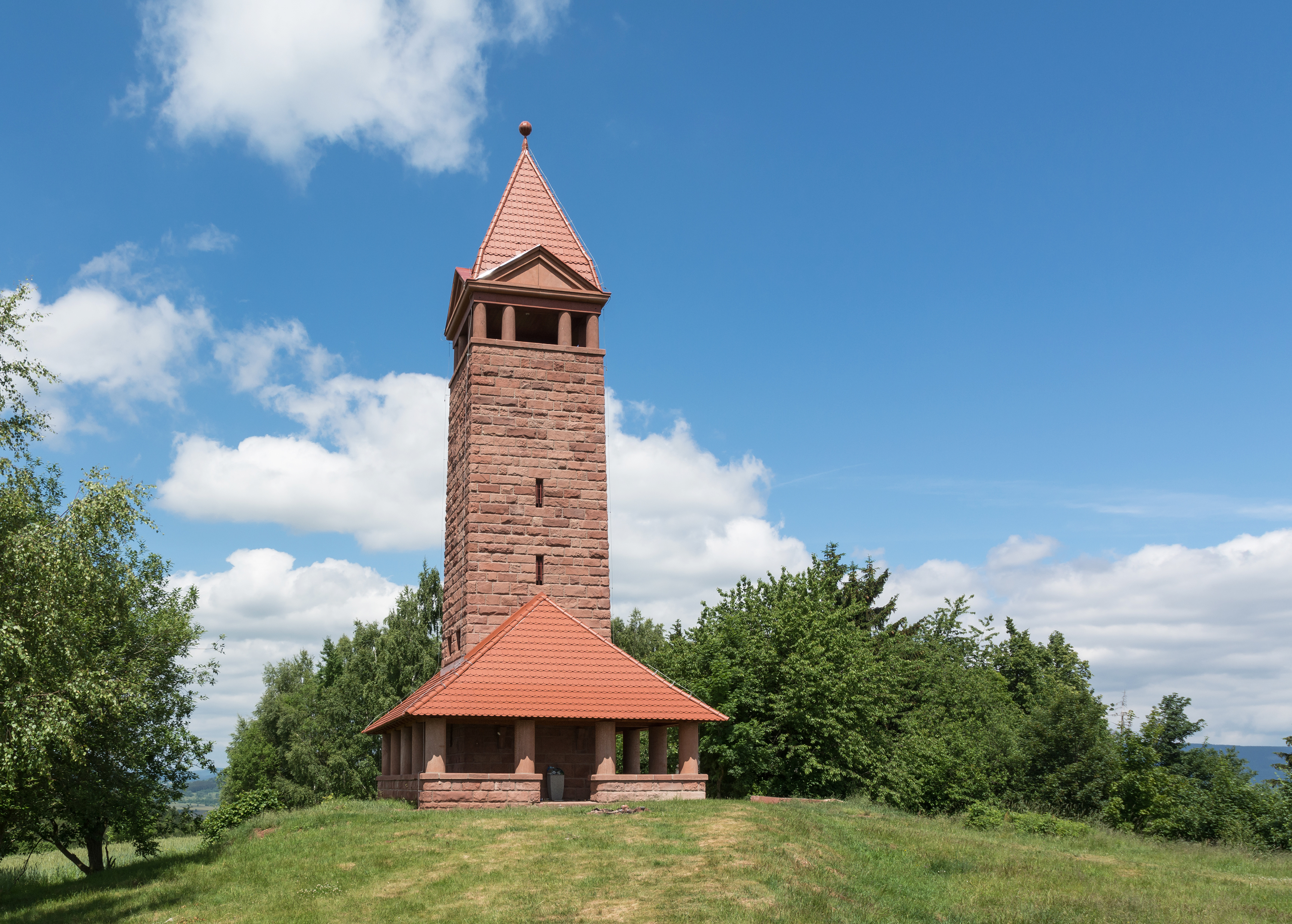
Wieża widokowa na Górze Świętej Anny
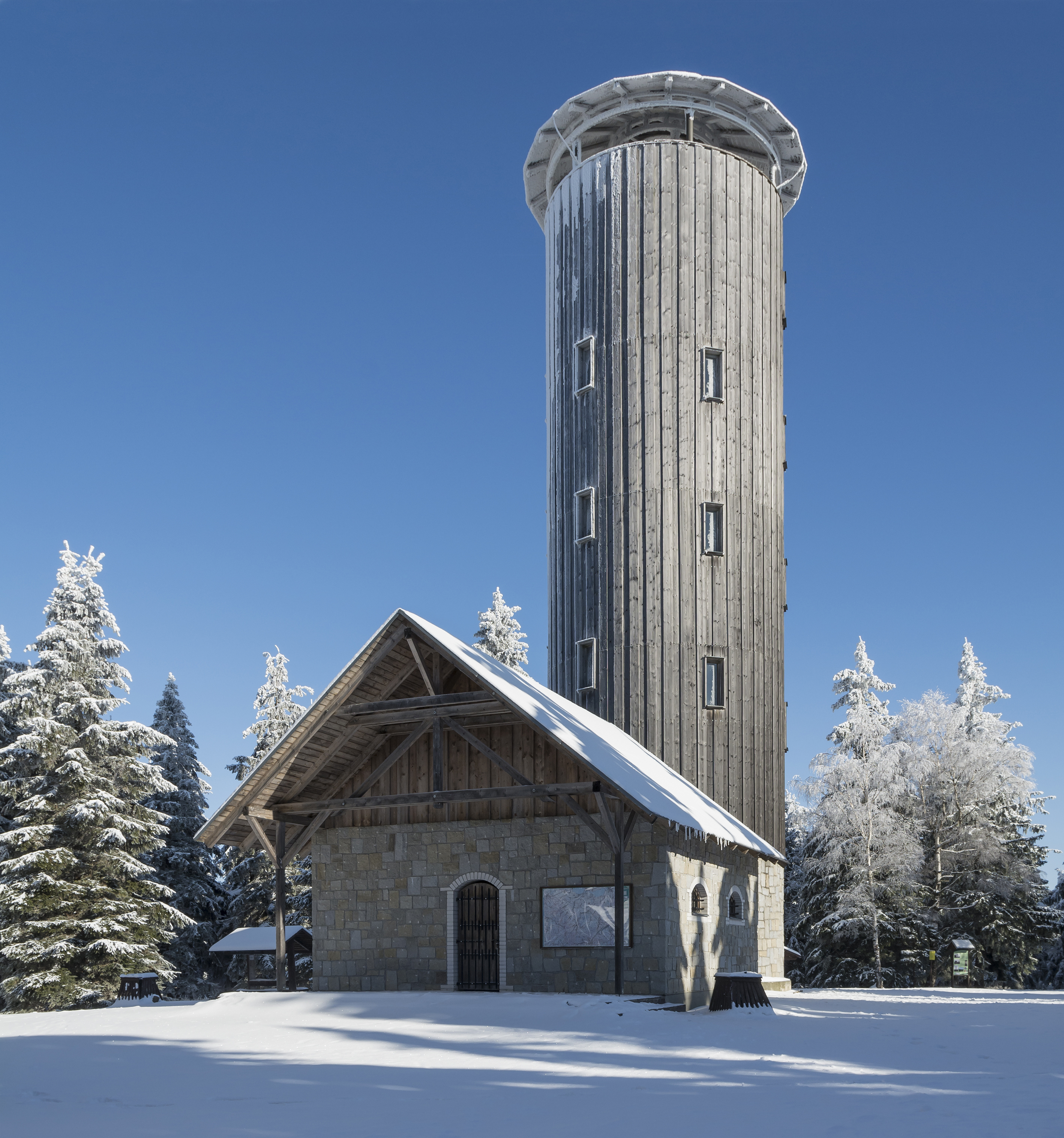
Wieża widokowa na Borówkowej
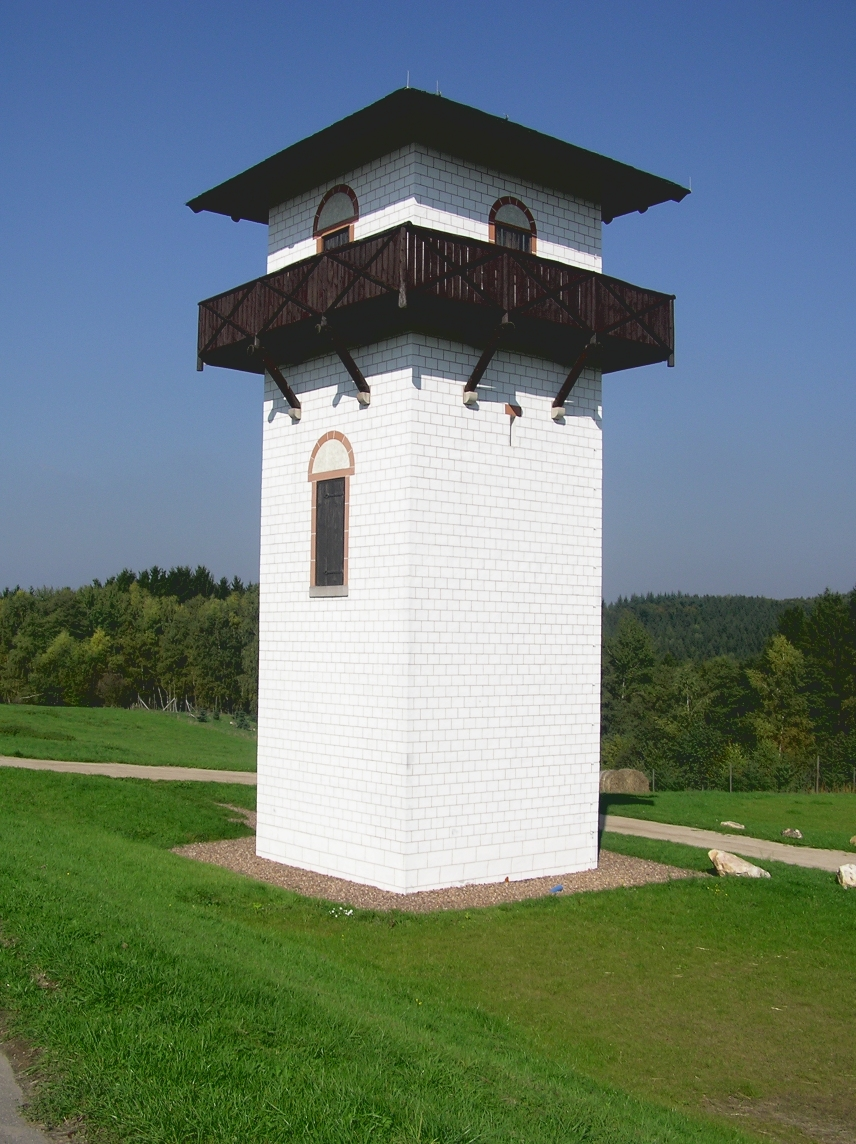
Rzymska strażnica stosowana w umocnieniach typu limes
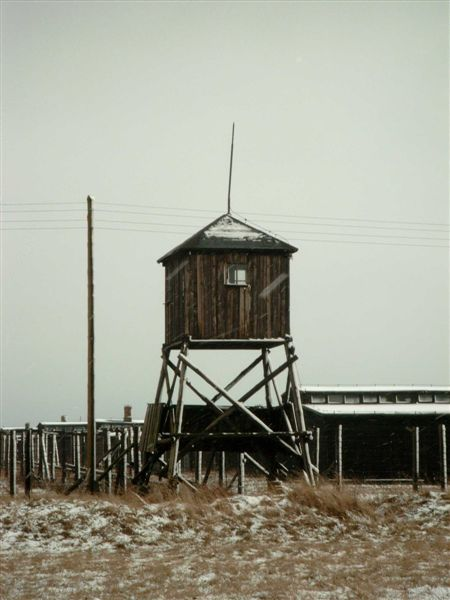
Wieża wartownicza, Majdanek
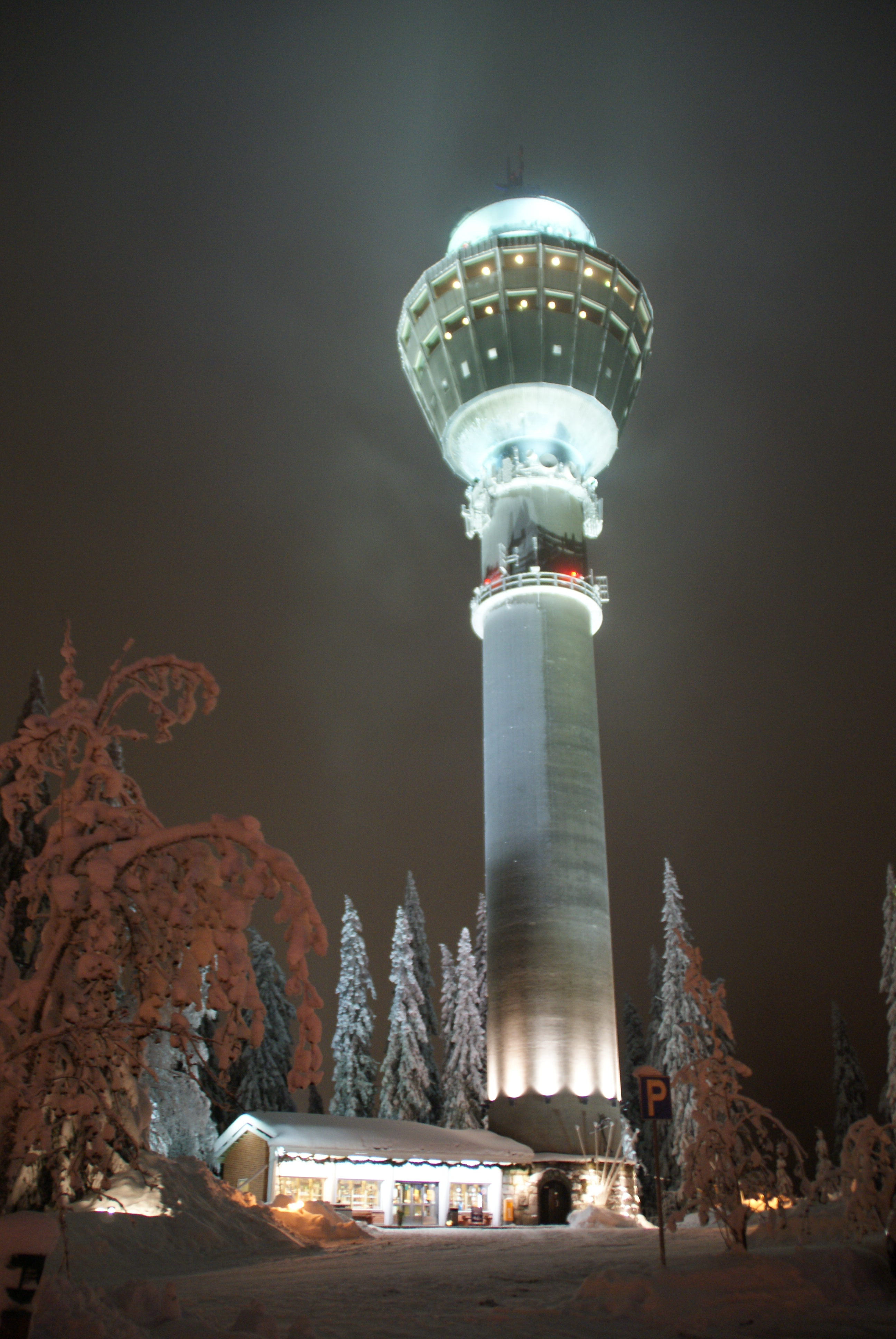
Wieża Puijo w Kuopio w Finlandii
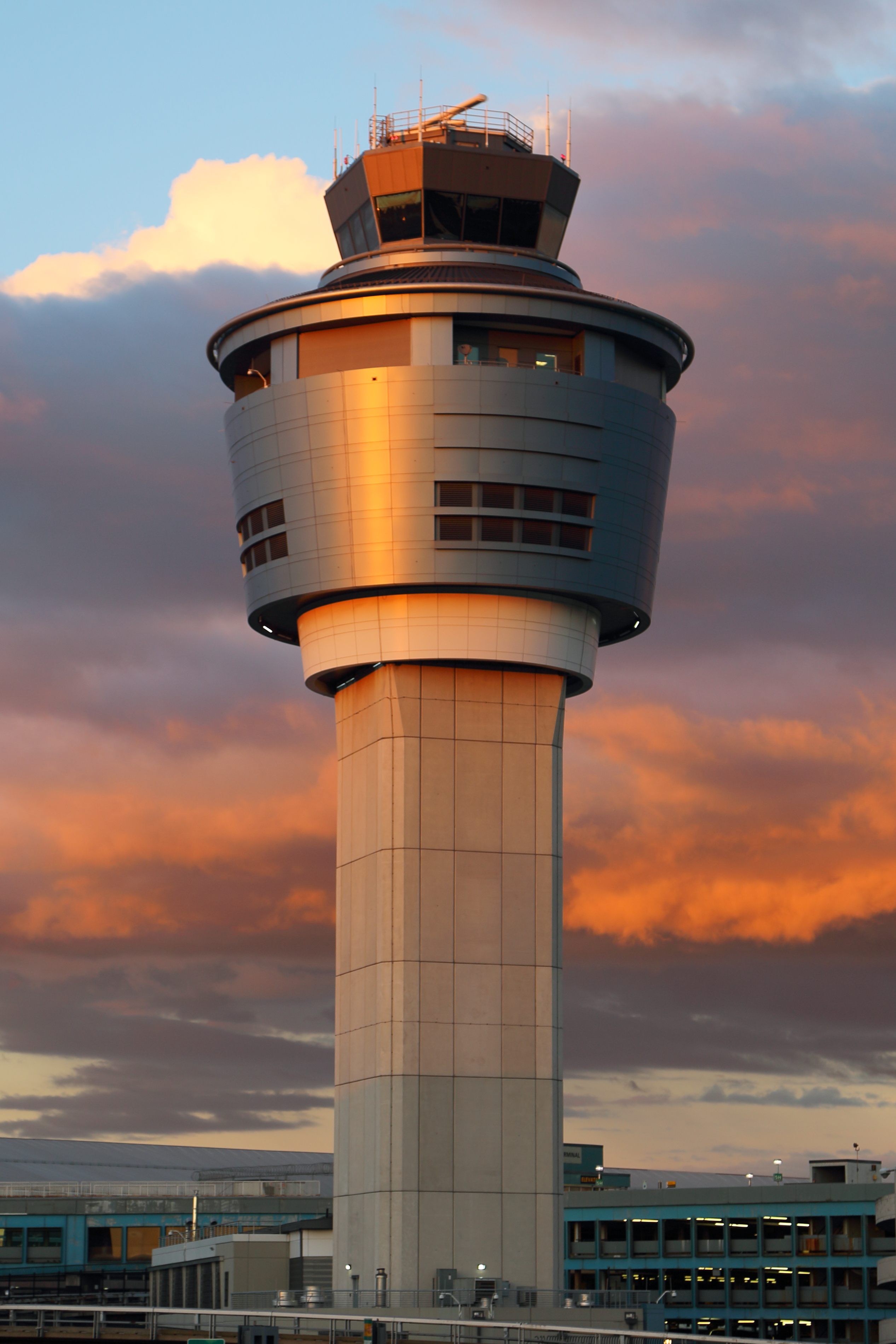
Wieża kontroli lotów, Port lotniczy Nowy Jork-LaGuardia
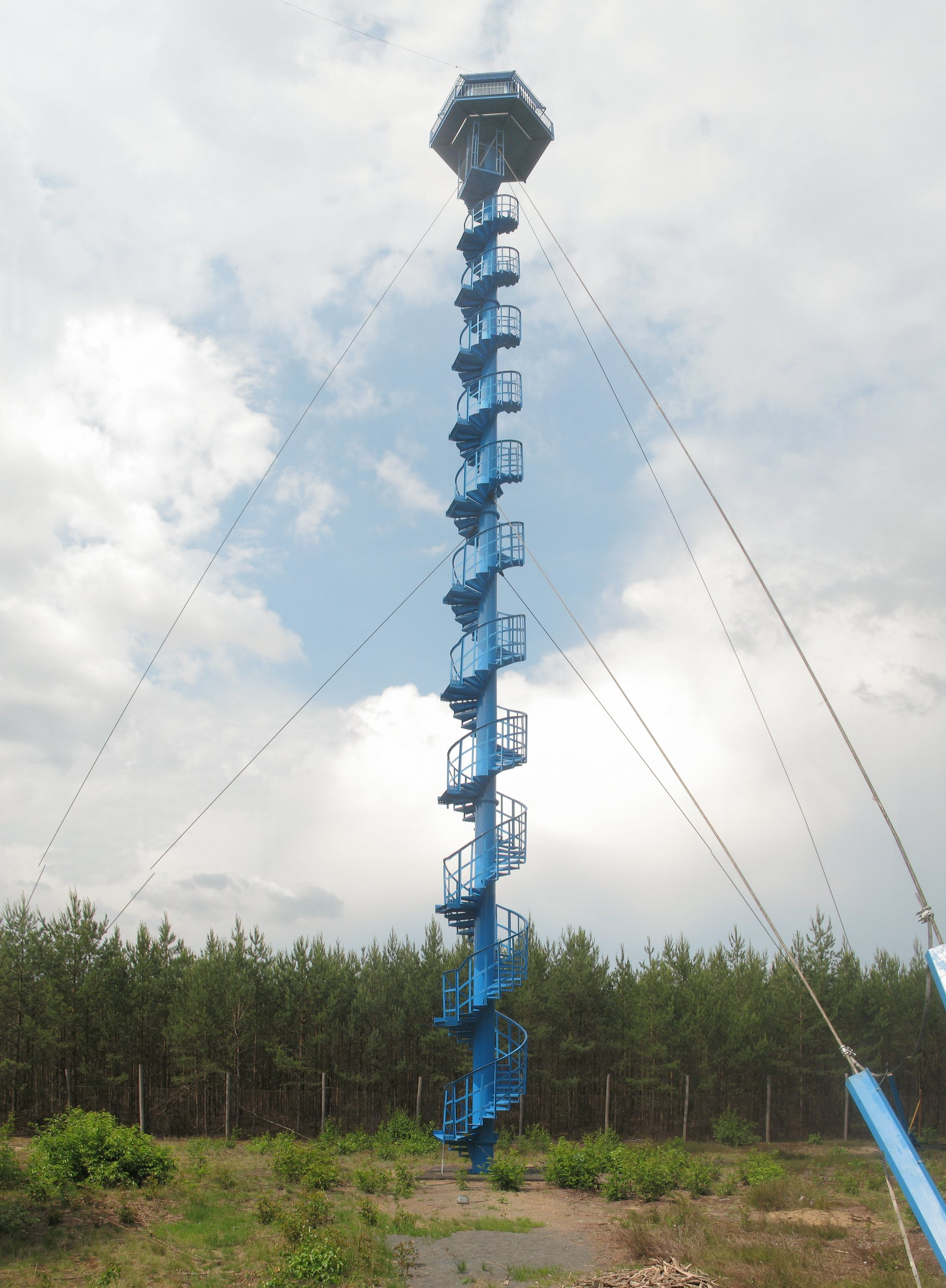
Wieża obserwacyjna zagrożenia pożarowego lasu, Nadleśnictwo Przytok
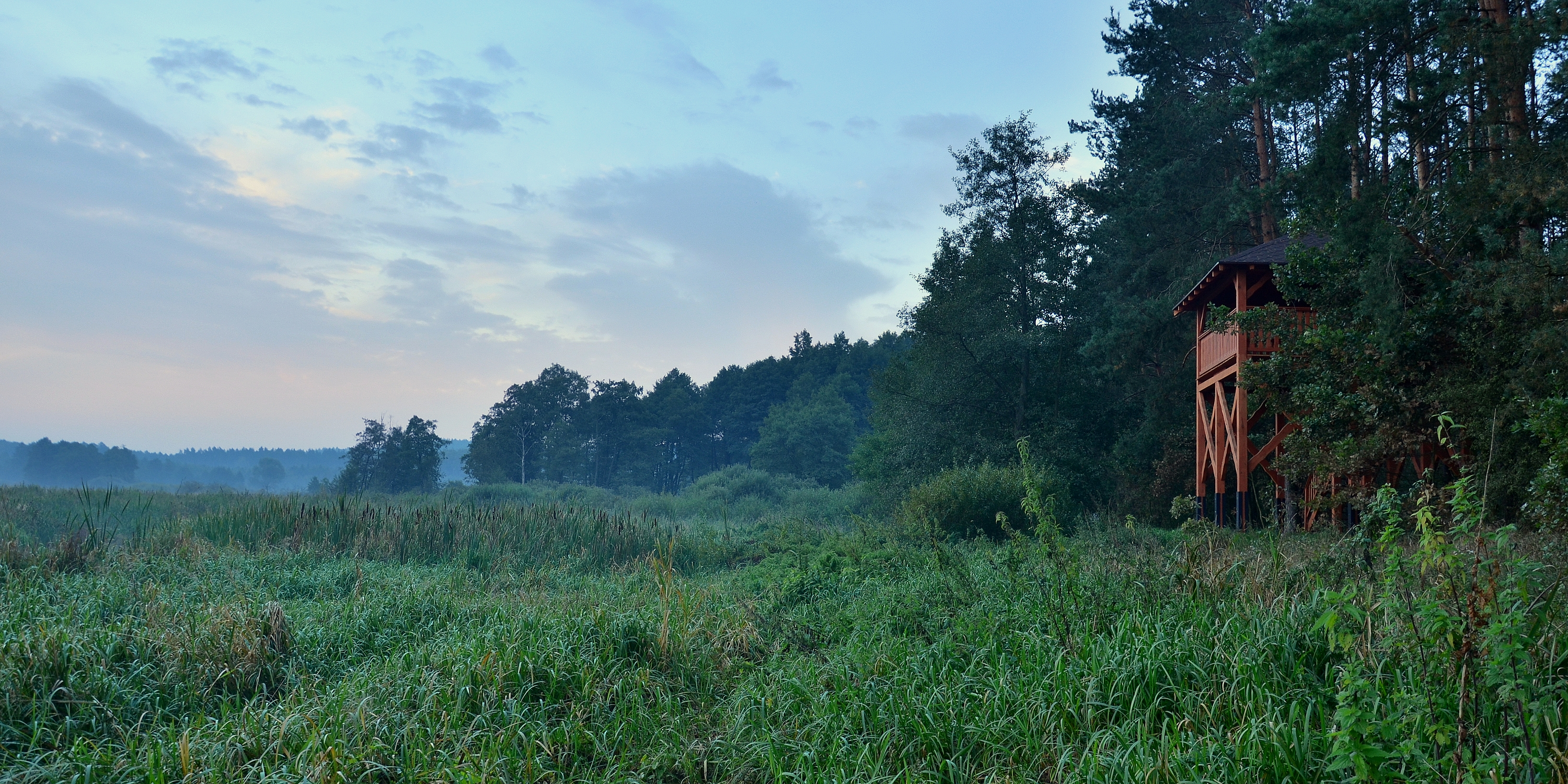
Wieża do obserwacji ornitologicznych, Bagienna Dolina Drwęcy
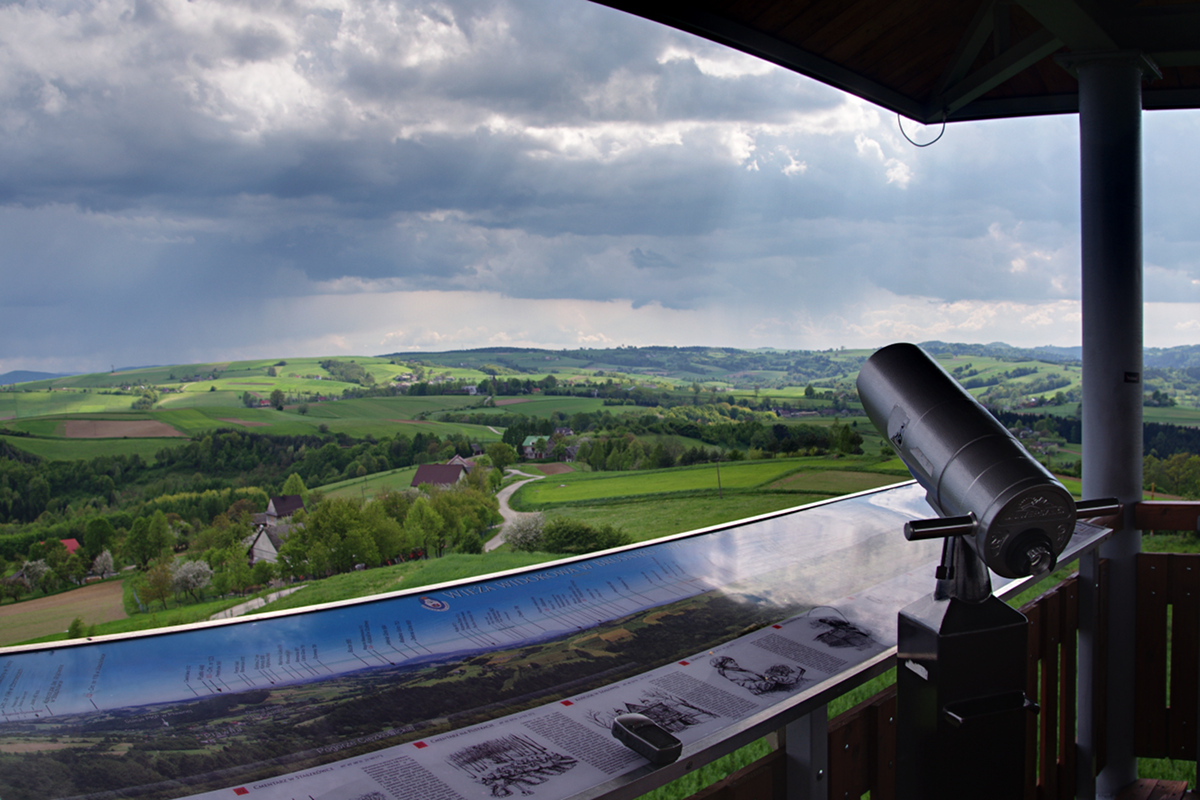
Widok z wieży obserwacyjnej w Bruśniku
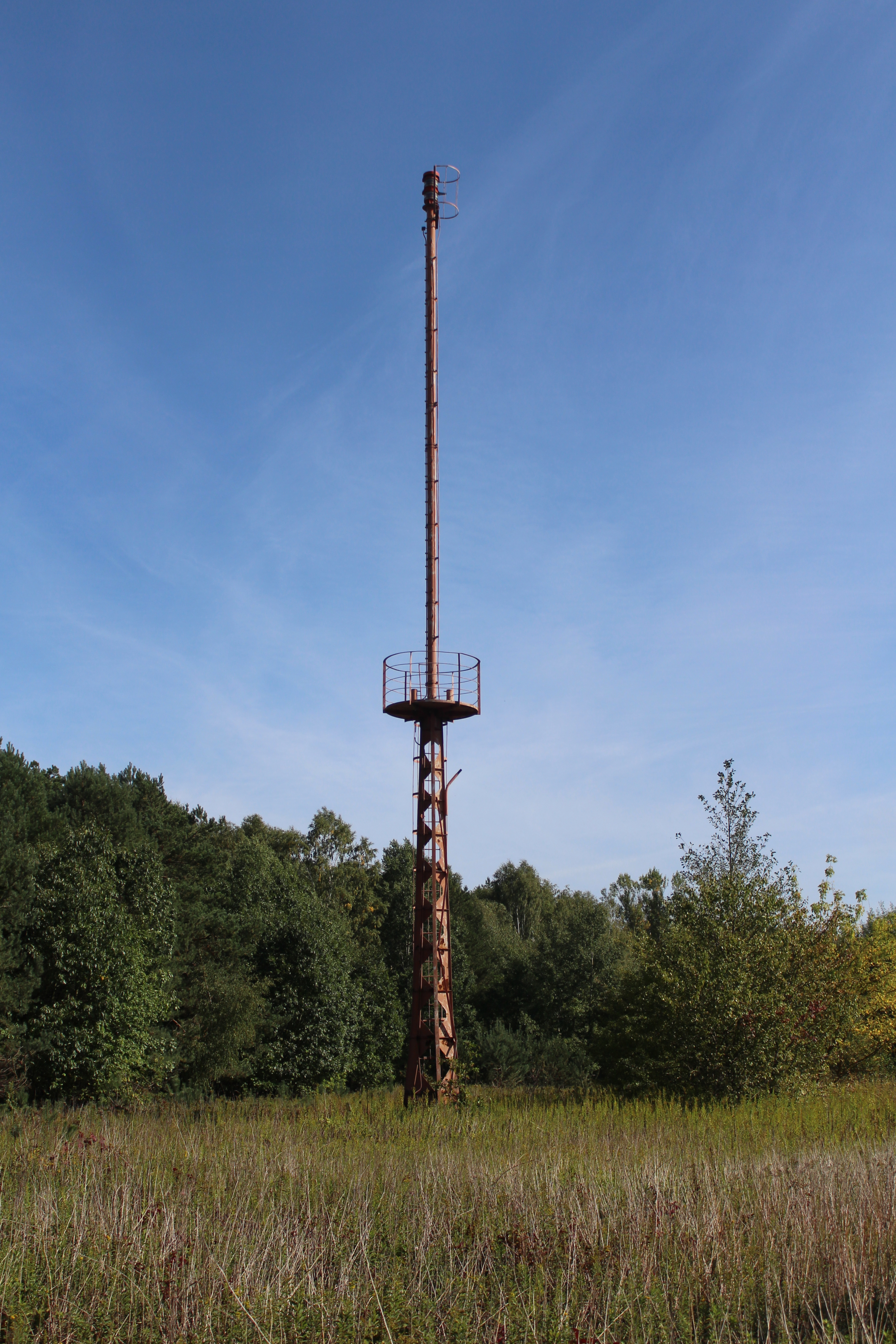
Wieża obserwacyjna w RCN Konstantynow